# 洛克王国
洛克王国是以魔法王国为主题的儿童在线游戏社区类网站，于2010年7月15日公测，主要面向中国7-14岁儿童。由魔方工作室开发，腾讯控股有限公司运营。使用Adobe Flash Player驱动，属于点卡道具收费网络游戏。
腾讯游戏声称，2012年第二季度，该游戏季度同时在线用户数达4400万。2012年2月其最高同时在线人数达80万，据腾讯网娱乐频道说法，该游戏至2013年2月注册用户达1.5亿。至2015年4月，该游戏注册用户达2亿。

## 游戏背景
根据游戏的情节设定，洛克王国是个魔法师的国度，它在卡洛西亚大陆的尽头，是近海的一块盆地，从史前开始这里就生活着洛克族的祖先和其他多种多样的生物。在这里有很多古老的传说，还有一些很隐秘的古老魔法。洛克族用魔法统治着这片大陆，他们与大自然和谐相处，与宠物们同心协力，努力建设着他们梦想中的家园。同时，洛克族人民建设了完整的社会体系，有商人、侦探、医生、出版社、银行、园艺师等等。在这里还有会说话的猫头鹰、神奇的水晶球、会飞的扫帚，还有瑰丽的城堡、奇妙的魔法课教室，洛克王国的剧情便围绕此展开。

## 主要人物
| 姓名     | 简介 |
| 洛克     | 主角之一，可丽西亚与菲尔特的朋友。宠物是迪莫。 |
| 菲尔特   | 主角之一，可丽西亚与洛克的朋友。宠物是水蓝蓝与暴力猿。 |
| 可丽西亚 | 主角之一，洛克王国的公主，国王最疼爱的小女儿，富有同情心，喜欢与小洛克一同探险。父王常不在身边，只能与宠物一起嘻嘻哈哈，时而快乐时而忧愁地成长。宠物是呆小路与火花。                                                                                                   |
| 圣安德鲁 | 洛克王国现任国王，继承父亲亚瑟的遗志，领导小洛克共同抗争恩佐的黑魔法势力！喜欢微服私访，游历王国四处体察民情。 |
| 麦斯威尔 | 洛克王国国务大臣，做事严谨一丝不苟，是国王的得意助手。 |
| 格里芬   | 洛克王国现任魔法学院院长。他一直醉心于教学，希望能找到一位天资聪颖小洛克，将他培养成能够与恩佐抗衡的魔法师，遇到黑暗魔法袭击时，能拯救王国于水深火热之中。在2018年12月21日的任务档案《噩梦的化身》中被噩梦吸取邪念，产生了年轻的格里芬院长，但噩梦与格里芬并非同一人。 |
| 鲁尔赫利 | 洛克王国伟大的魔法师。 |
| 恩佐     | 洛克王国最强大的反派，噩梦般的存在。曾经是格里芬院长最器重的学生（也是他的养子），也是洛克王国第13任首席魔法师。在游戏中常以幽灵形态示人。 |
| 莉娜     | 在通天塔毁灭后出现，黑暗面人格是暗黑圣母。是来自天界的灵女，于2014年9月来到洛克王国。2015年为保护洛克和蔴球回到天界。宠物是艾米。 |
| 暗黑圣母 | 莉娜的黑暗面人格，洛克王国反派。 |
| 噩梦     | 在2018年12月21日的任务档案《噩梦的化身》中格里芬被噩梦吸取邪念，产生了年轻的格里芬院长，但噩梦与格里芬并非同一人。 |

## 联动作品

### QQ电脑管家
2011年10月28日-11月28日，《洛克王国》与QQ电脑管家联动。参加洛克大讲堂之电脑安全活动，可获得管家盾。

### 果然多
2012年4月13日-4月19日，《洛克王国》与果然多联动。参加偷糖果的恶魔叮活动，购买果然多cc卷，通过包装袋上的兑换码获得兑换道具，可兑换魔炫套装和宠物魔果多多。

### 机甲旋风
2012年-2013年，《洛克王国》多次与《机甲旋风》联动。参加联动活动，可获得飞比，以及天剑、枪炮、闪影等机甲旋风五大职业的专属套装。

### 我是狼
2014年1月17日-2月13日，《洛克王国》与《我是狼》联动。参加活动我是狼，或观看电影并通过票根兑换码兑换，可获得小白和耳朵。

### 十周年联动投票
2019年10月24日，洛克王国发布十周年联动投票。
12月2日，联动投票结果公布。
| 选项       | 票数 | 排名 |
| ---------- | ---- | ---- |
| 数码宝贝   | 8235 | 1    |
| 哆啦A梦    | 6079 | 2    |
| 魔卡少女樱 | 5184 | 3    |
| 七龙珠     | 4066 | 4    |
| 犬夜叉     | 3312 | 5    |
| 奥特曼     | 2762 | 6    |
| 葫芦娃     | 2320 | 7    |
| 舒克和贝塔 | 1088 | 8    |
| 超级马里奥 | 1022 | 9    |
| 黑猫警长   | 750  | 10   |

### 魔卡少女樱
2020年7月21日，《洛克王国》官方宣布与《魔卡少女樱》联动。
7月24日-8月20日，参加活动时空来客，可获得联动活动预约道具。
10月2日-10月22日，参加联动活动，可获得木之本樱魔法装扮、李小狼魔法装扮、小可、可鲁贝洛斯、斯比、斯比奈鲁·太阳。活动期间，累计活跃人数超过160万。
2021年4月26日，《洛克王国》官方宣布与《魔卡少女樱》第二次联动。
4月30日-5月27日，参加再次邀约活动，可获得联动活动预约道具。
7月15日-8月5日，参加联动活动，可获得小樱友枝中学装扮、小狼友枝中学装扮、知世友枝中学装扮、秋穗友枝中学装扮、电玩小可、制作人斯比。

### 三丽鸥
2022年3月28日，《洛克王国》官方宣布与三丽鸥联动。
4月1日-4月21日，参加潮流前夜、派对造型活动，可获得联动活动预约道具。
4月29日-6月2日，参加联动活动，可获得权天使·肆意、大耳狗套装、大天使·疾风、蛋黄哥套装、大天使x蛋黄哥家具、伊芙利特·音律、酷洛米名牌、迪莫·乐弹弹、艾米·暖绒绒、布丁狗套装、阿布·软趴趴、美乐蒂名牌、凯蒂猫家具、凯蒂猫套装、凯蒂猫脚印、三丽鸥联动系列农场装扮。

### 数码宝贝
2023年6月1日，《洛克王国》官方宣布与《数码宝贝》第一季动画联动。
9月1日-9月21日，参加预约活动，可获得预约道具。
9月29日-11月9日，参加联动活动，可获得战斗暴龙兽、钢铁加鲁鲁兽、伽楼达兽、超比多兽、花仙兽、祖顿兽、神圣天使兽、天女兽。

## 游戏延伸

### 电影
- 《洛克王国！圣龙骑士》：由于胜军导演，腾讯、优扬传媒、炫动卡通出品，2011年9月30日首映。[28]
- 《洛克王国2：圣龙的心愿》：由于胜军导演，腾讯、优扬传媒出品，2013年1月31日首映。[29][30][31]上映后首周票房3200万元人民币。[4]
- 《洛克王国3：圣龙的守护》：2014年7月10日首映。[32]
- 《洛克王国4：出发！巨人谷》：2015年8月13日上映。[33]

### 动画片

#### 网络动画
- 《洛克王国武道会》：讲述洛奇一行人在洛克王国武道会上的故事，2012年7月13日首映。[34]
- 《洛克王国玄玉岛历险记》：平静的洛克王国中有一天突然出现了一件神秘事件，玄玉岛上竟然出现了3个神秘宠物，勇敢的洛克想一探究竟，独自踏上了玄玉岛冒险之旅。2013年上映。[35]
- 《洛克王国之光明凯旋》：洛克、迪莫、可丽公主历经考验，打开了光明圣殿的大门。可是呈现在他们眼前的竟然是一个黑白色的世界，无论地面、天空，还是布满四周的形状各异的树木、建筑都只有黑白两种颜色……就连宠物，都变成了白色的石头。2013年周年庆期间上映。[36]
- 《洛克王国之复活传说》：洛克们在水晶洞穴中发现了神秘的复活卷轴，卷轴上说，只要找到3件法器，就能复活任意生命！但卷轴被恩佐抢走。为了防止恩佐利用卷轴唤醒强大的恶魔，发动对王国的进攻，小洛克们决定主动出击，阻止恩佐的阴谋。[37]
- 《洛克王国之神宠外传》：是上述4部动画片的合集。2014年11月25日首映。[38][39]

#### 电视动画
- 《洛克王国大冒险》：讲述洛克一行人在洛克王国魔法学院中学习的故事，2013年8月首映。[40]
- 《洛克王国大冒险2之恩佐日记》：洛克王国大冒险的续作，2014年4月首映。[41]
- 《洛克王国大冒险3之八大勋章》：讲述洛克一行人逐渐成长，获得八大勋章的故事。2015年6月首映。
- 《洛克王國大冒險4之深海迷城》：尚无具体信息，剧名、剧情以及播出时间都还未公布。

### 儿童剧
- 《洛克王国大冒险》：由北京儿童艺术剧院制作，于2013年5月31日至6月2日演出。[42][43]2014年6月1日登陆人民大会堂。[44]

### 电视剧
- 《洛克王国魔法学院之神秘乐章》：中国大陆动漫真人电视剧，于2014年6月13日開始每周五在湖南金鹰卡通卫视播出。[45]

## 外部連結
- 洛克王国游戏官网 （页面存档备份，存于）